# Museo de Ciencia y Tecnología de Canadá
El Museo de Ciencia y Tecnología de Canadá (en francés: Musée des sciences et de la technologie du Canada) es un museo científico que se encuentra en Ottawa, Ontario, Canadá. La función del museo es ayudar al público a comprender la historia tecnológica y científica de Canadá y las relaciones en curso entre la ciencia, la tecnología y la sociedad canadiense. El Museo de Ciencia y Tecnología de Canadá es operado por Ingenium, una empresa pública que también administra el Museo de Agricultura y Alimentos de Canadá y el Museo de Aviación y Espacio de Canadá.
El museo se originó como la rama de ciencia y tecnología del extinto Museo Nacional de Canadá. La sucursal abrió su propio edificio en 1967 y, posteriormente, se convirtió en su propia institución en 1968, con el nombre de Museo Nacional de Ciencia y Tecnología. El museo adoptó su nombre actual en 2000. El edificio del museo se sometió a importantes renovaciones entre 2014 y 2017, en las que se demolió y reemplazó la mayor parte de la estructura original.
La colección del museo contiene más de 20 000 lotes de artefactos con 60 000 objetos individuales, algunos de los cuales se exhiben en las exposiciones del museo. El museo también acoge y organiza una serie de exposiciones temporales e itinerantes.
La institución tiene su origen en la rama de ciencia y tecnología del extinto Museo Nacional de Canadá. El Museo Nacional de Canadá tiene su origen en una institución formada en 1842, aunque su rama de ciencia y tecnología no se formó hasta 1966.
La rama de ciencia y tecnología estaba encabezada por su propio director, David McCurdy Baird, y tenía una pequeña colección de artefactos transferidos bajo su cuidado por el Museo Nacional de Canadá. Baird fue contratado como el primer director del museo en octubre de 1966 para ayudar a supervisar el diseño y la instalación del museo de ciencia y tecnología. En abril de 1967, la rama de ciencia y tecnología seleccionó la antigua panadería y centro de distribución de Morrison Lamothe en las afueras de Ottawa. El edificio se abrió al público el 16 de noviembre de 1967. En su primer año, el museo atrajo a más de 400 000 visitantes.
El 1 de abril de 1968, las diferentes ramas del Museo Nacional de Canadá se dividieron en varias instituciones diferentes, con la rama de historia humana del museo formando el Museo Canadiense de la Historia, la rama de historia natural formando el Museo Canadiense de la Naturaleza y la rama de ciencias rama tecnológica y tecnológica que forma el Museo Nacional de Ciencia y Tecnología. La Corporación de Museos Nacionales de Canadá también se formó ese año para administrar las nuevas instituciones, incluido el Museo Nacional de Ciencia y Tecnología. 

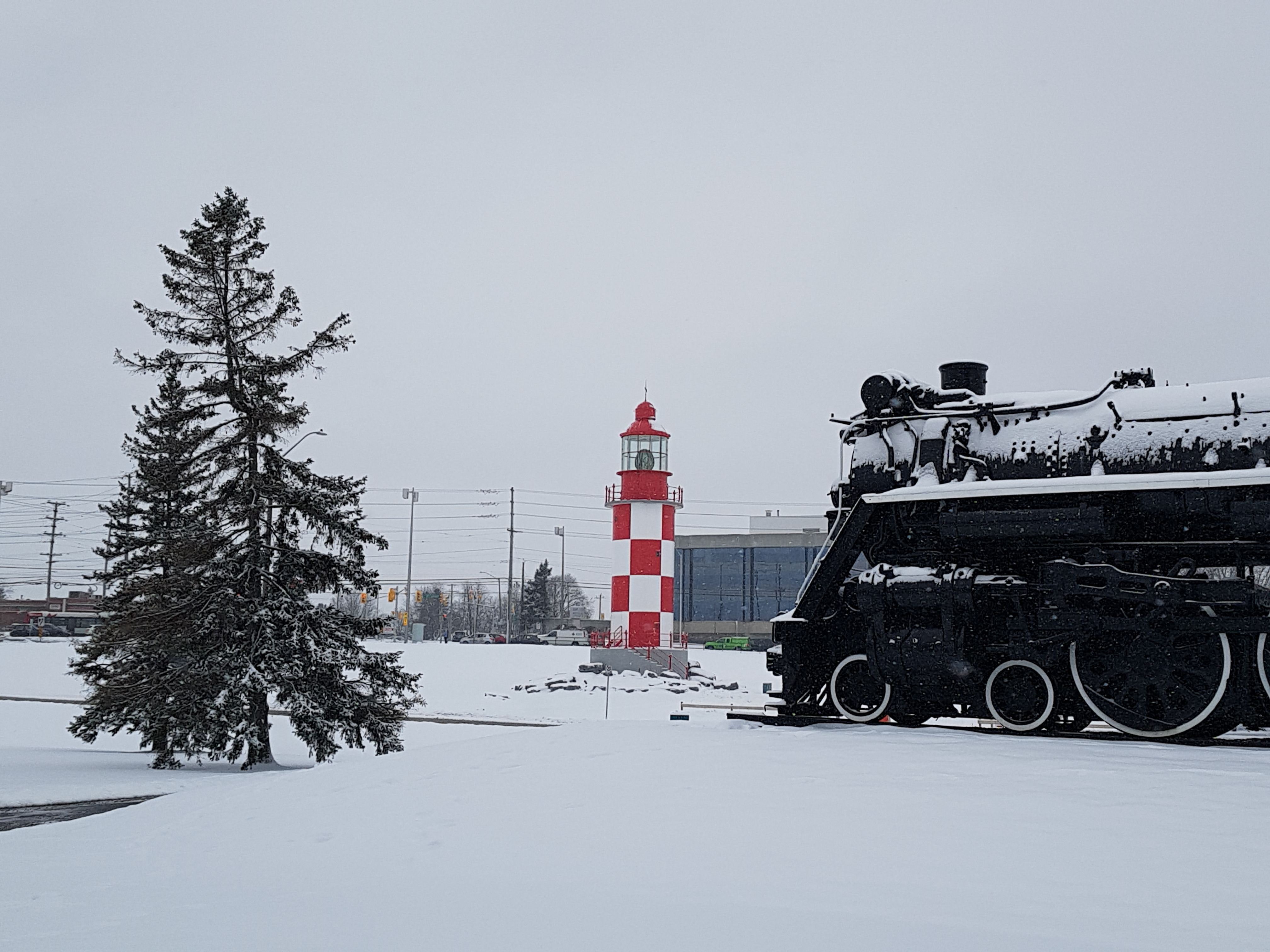
Un faro y una locomotora de la Confederación en exhibición fuera del museo en 2017. Los artefactos más grandes se colocaron afuera para exhibición pública a finales del siglo.

Los primeros diseños de exhibición del museo se inspiraron en museos equivalentes en Europa que enfatizaban las exhibiciones interactivas. Se instalaron varios artefactos más grandes fuera del museo, incluido un cohete Atlas de largo alcance en 1973 y un faro de hierro prefabricado en 1980. El faro se construyó originalmente durante la década de 1860 en Cabo Norte, Nueva Escocia, antes de ser desarmado y llevado a Ottawa.
En 1990, se disolvió la Corporación de Museos Nacionales de Canadá. Una nueva corporación de la Corona, Ingenium, se formó a través de la Ley de Museos de 1990 para administrar el Museo Nacional de Ciencia y Tecnología, junto con el Museo de Aviación de Canadá y el Museo de Agricultura.

### sigloXXI
En 2000, el Museo Nacional de Ciencia y Tecnología pasó a llamarse Museo de Ciencia y Tecnología de Canadá. A principios de la década de 2000, el gobierno federal propuso varios planes para trasladar el edificio del museo de su ubicación a un nuevo sitio.

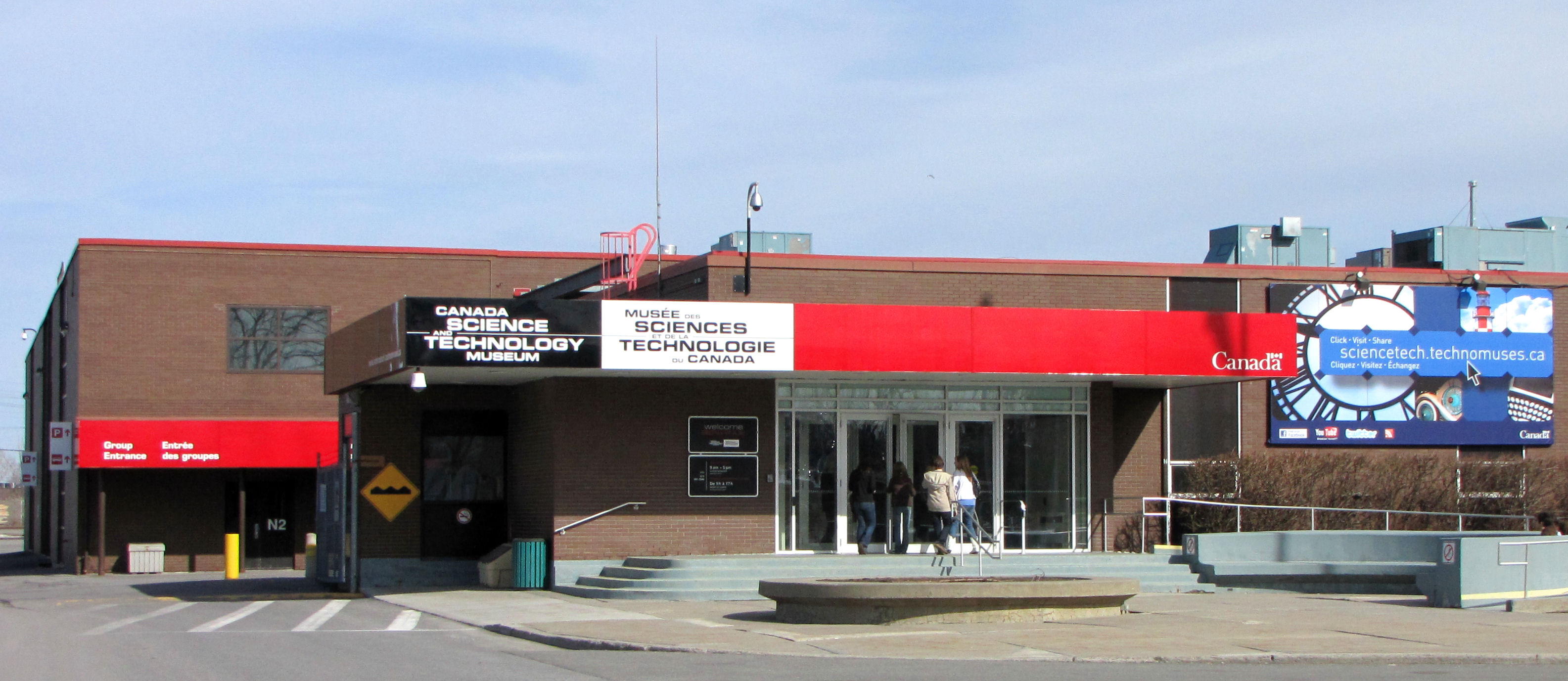
Fachada exterior del edificio del museo en 2010, antes de la renovación del edificio a finales de esa década.

En 2012, el museo se vio obligado a modificar una exposición itinerante sobre la sexualidad humana después de recibir críticas de grupos selectos y de James Moore, el ministro del Patrimonio Canadiense. El museo eliminó de la exhibición un video que cubría la masturbación y estableció un requisito de edad mínima para ver la exhibición.
El museo se vio obligado a cerrar sus puertas al público en septiembre de 2014 después de que encontró altos niveles de moho en el aire en el edificio, y su muro sur corría el riesgo de colapsar. En noviembre de 2014, se anunció que el edificio permanecería cerrado al público hasta 2017, como parte de una remodelación de C $ 80,5 millones del interior y la fachada del edificio, y ampliaría el espacio de exhibición del edificio.
Durante el cierre, se desmantelaron varios artefactos más grandes exhibidos afuera, incluido el cohete Atlas y una bomba de varilla original de Saskatchewan. El primero fue desmantelado y destruido de acuerdo con el propietario del cohete, la Fuerza Aérea de los Estados Unidos, mientras que el segundo fue desmantelado y almacenado. Durante el cierre del edificio, la institución prestó las exhibiciones del museo para exhibición pública. El nuevo edificio fue reabierto al público el 17 de noviembre de 2017.
Como resultado de las renovaciones, los retratos de los miembros del Salón de la Fama de la Ciencia y la Ingeniería de Canadá se retiraron del museo y se reubicaron en línea.
En 2018, el museo anunció que había suspendido los esfuerzos de recolección a gran escala, hasta que se completaran las nuevas instalaciones de almacenamiento en el Ingenium Center y los artículos sobrantes se movieran dentro.

## Terrenos

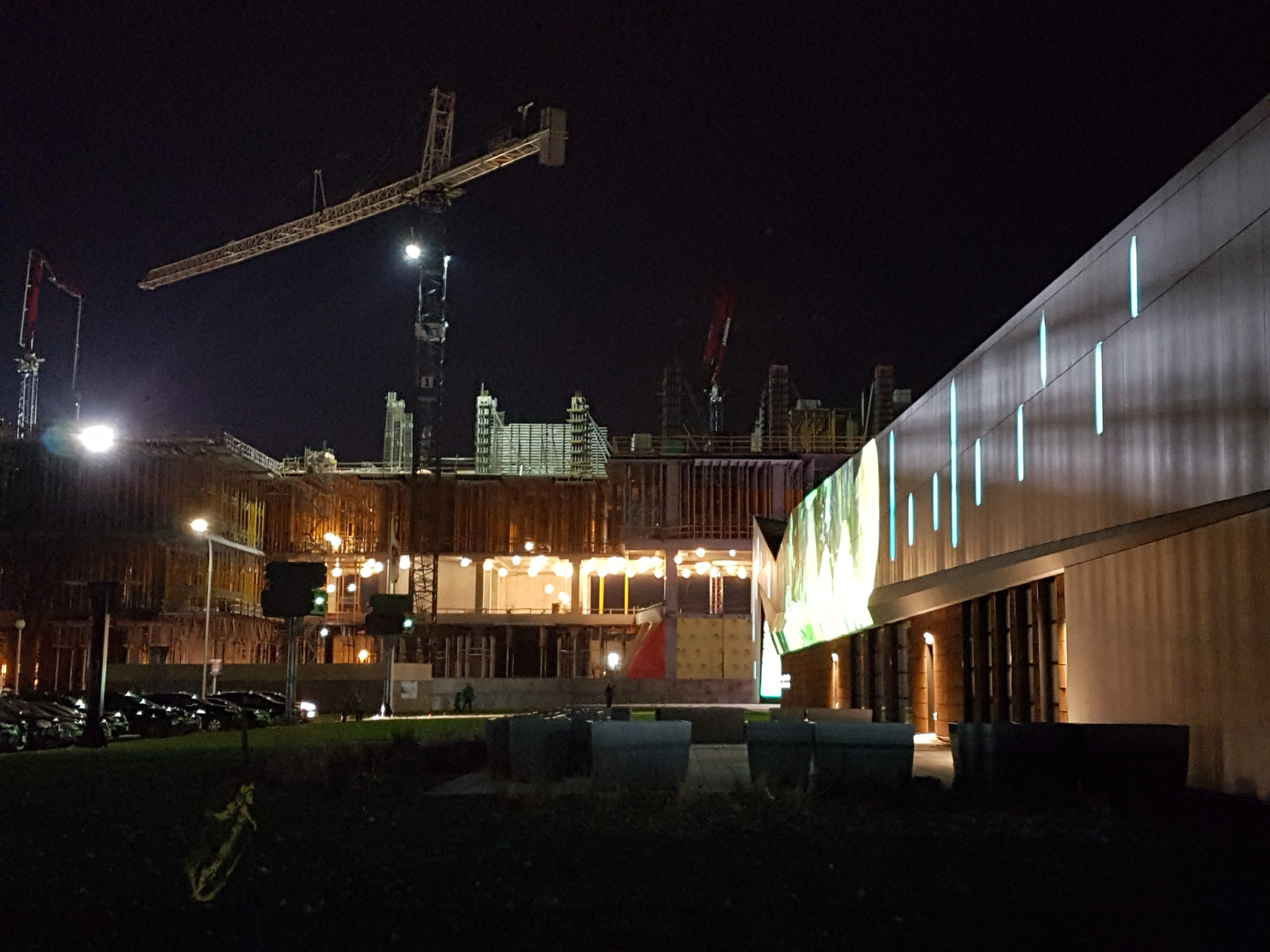
Terrenos del Museo de Ciencia y Tecnología de Canadá en la noche de 2017. La construcción del Ingenium Center se ve al fondo.

El museo está situado en Ottawa, junto al barrio de Sheffield Glen en St. Laurent Boulevard. El edificio del museo está situado junto al Centro Ingenium, un edificio que alberga los laboratorios de investigación de Ingenium y las instalaciones de almacenamiento para los museos operados por la corporación Crown, incluido el Museo de Ciencia y Tecnología de Canadá, el Museo del Espacio y la Aviación de Canadá y el Museo Canadiense de Agricultura y Alimentos. Antes de la construcción del Centro Ingenium, el sitio estaba ocupado por el observatorio del museo, que fue desmantelado en 2016.
Los terrenos del museo incluyen un parque de 10 acres (4 ha) frente al edificio e incluyen un camino que conduce a la entrada del edificio. Los cambios más recientes al parque circundante ocurrieron con la aprobación de un nuevo proyecto de paisajismo aprobado por la Comisión Nacional de la Capital en 2017.

### Edificio
El museo ocupó el sitio por primera vez en 1967, después de haber reutilizado una panadería y un centro de distribución preexistentes para su propio uso. Posteriormente, el edificio fue renovado y ampliado a 13,458 metros cuadrados (144,9 ft²) de 2014 a 2017, con diseños del estudio de arquitectura canadiense NORR. Las renovaciones de 2014 a 2017 también vieron una serie de mejoras agregadas al edificio, incluidas actualizaciones sísmicas a las instalaciones y un reemplazo completo del techo que también soporta paneles fotovoltaicos. También se construyó una nueva sala de máquinas, lo que permite al personal controlar con mayor precisión la temperatura en el edificio y albergar mejor los artefactos frágiles susceptibles de sufrir daños.
La fachada de entrada al museo presenta un techo articulado. El techo articulado de la entrada se eleva 40 pies (12,2 m) de altura, e incluye 1172 pies cuadrados (108,9 m²) dosel. La entrada del edificio está revestida con un material cerámico blanco que se dobla como una puerta de 250 pies (76,2 m) pantalla de proyección. En total, aproximadamente 21 799 pies cuadrados (2025,2 m²) de material cerámico se utilizó en toda la fachada del edificio. Para adaptarse al clima más frío, las baldosas de cerámica blanca se instalaron con losas de piedra de Neolith. El uso de losas de Neolith también permitió a NORR incorporar ángulos agudos y extensiones suaves en sus diseños de edificios. Se reproduce un video en bucle de tres minutos en la superficie LED, con una segunda fase de la película proyectada en la pared plana de cerámica que da al bulevar St. Laurent durante las noches.
La entrada interior del museo cuenta con una pantalla interactiva de luz y sonido inspirada de las auroras. El edificio contiene cinco galerías principales, un espacio de exhibición temporal, una galería de artefactos, espacios creativos y aulas, teatros, cafeterías, boutiques y oficinas. El edificio contiene más de 80 000 pies cuadrados (7432,2 m²) de espacio de exhibición, incluyendo una sala de exposiciones temporales de 9200 pies cuadrados (854,7 m²) para exposiciones itinerantes. El sistema de caldera enfriadora del museo proporciona controles de calefacción y refrigeración localizados, y está diseñado con paredes vidriadas de los espacios de exhibición, actuando como una exhibición funcional para el museo con sus tuberías codificadas por colores.

## Exposiciones
El museo organiza una serie de exposiciones permanentes, temporales e itinerantes. Las exposiciones permanentes y temporales del museo ponen énfasis en ser interactivas con los visitantes. Aunque el museo es principalmente interactivo, una serie de vitrinas tradicionales que contienen una variedad de artefactos también se distribuyen a lo largo de las exhibiciones del museo.

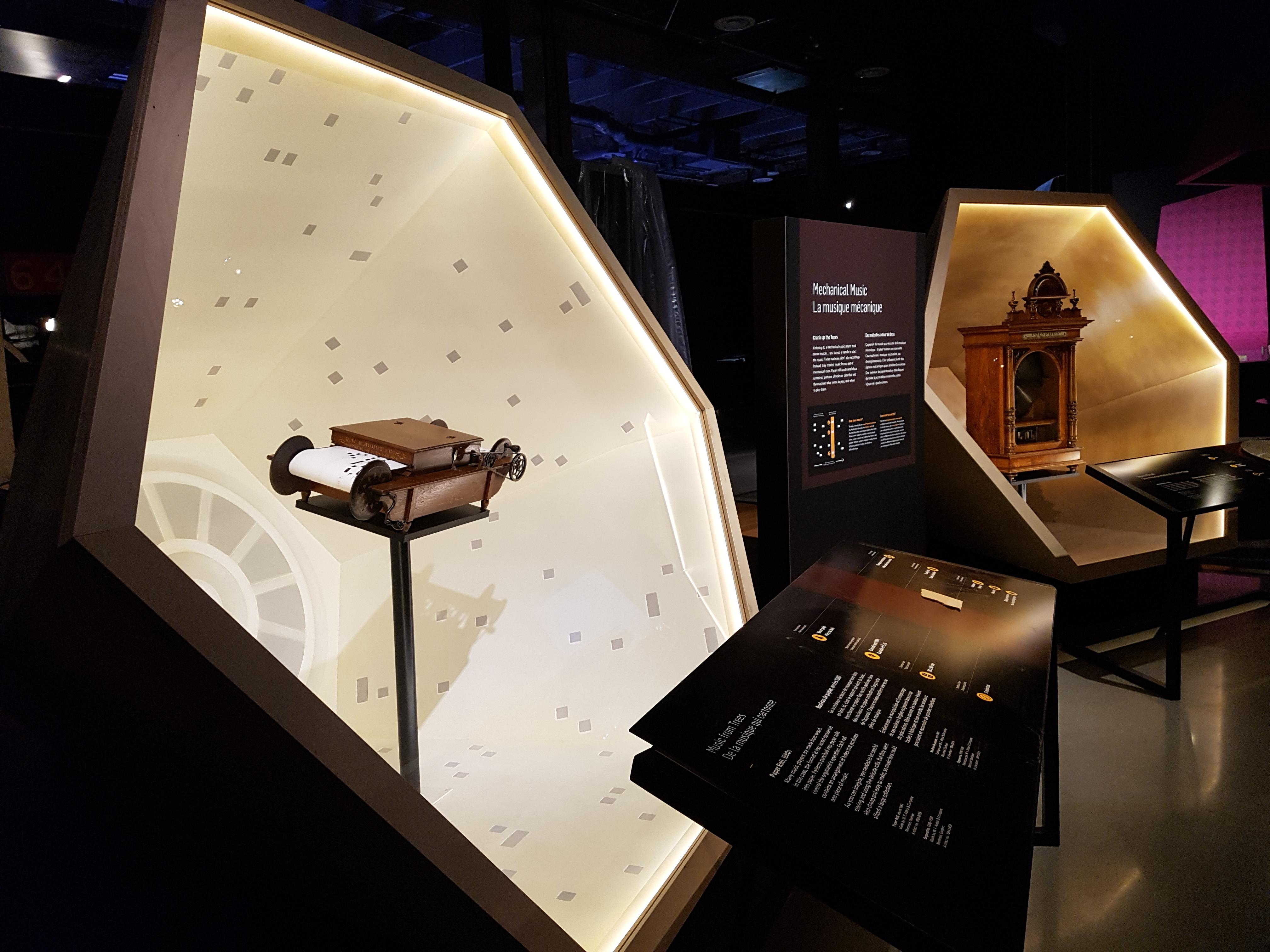
Artefactos musicales de la colección del museo en exhibición en la exposición Sound by Design

El museo también ha organizado exposiciones junto con otras agencias gubernamentales canadienses, y la exposición itinerante Cipher-Decipher se organizó en colaboración con el Communications Security Establishment. Algunas exhibiciones cuentan con exhibiciones con patrocinadores corporativos, como ZOOOMobile, una estación de construcción de automóviles patrocinada por Michelin. Aunque varias exhibiciones tienen patrocinadores corporativos, el museo conserva todos los derechos y el control sobre el contenido de la exhibición.
Las exhibiciones permanentes incluyen Pasillo de Artefactis, una exhibición en el centro del museo que presenta más de 700 artefactos en exhibición; el Sonido por diseño, una exhibición interactiva donde los visitantes pueden probar una variedad de instrumentos e inventos musicales; y El gran aire libre, una exposición sobre transporte y recreación al aire libre. La exposición permanente Sensaciones médicas también incluye una exposición interactiva que permite a los visitantes ver la estructura ósea dentro de su cuerpo y sus sistemas muscular y sanguíneo. La exposición médica ocupa 3500 pies cuadrados (325,2 m²) de espacio, e incluye cerca de 100 piezas de la colección del museo. En la exposición se exhibe un frasco de muestra que contiene el primer apéndice extirpado mediante una apendicectomía, de Abraham Groves. Tecnología portátil es una exposición permanente en el museo que muestra una variedad de artefactos usados en el cuerpo extraídos de las colecciones del museo, incluido un amauti modernizado, Google Glass y Newtsuit. Cocina Loca es una exposición que explora la percepción humana y es la exposición permanente más antigua que mantiene el museo. Cocina Loca y las locomotoras instaladas en el interior son las únicas exhibiciones restantes que datan de la apertura del museo en 1967. Desde sus renovaciones en 2017, las locomotoras han formado parte de una exhibición sobre energía de vapor, y se exhiben junto a una máquina de vapor de un barco de la Guardia Costera de Canadá.

## Colecciones

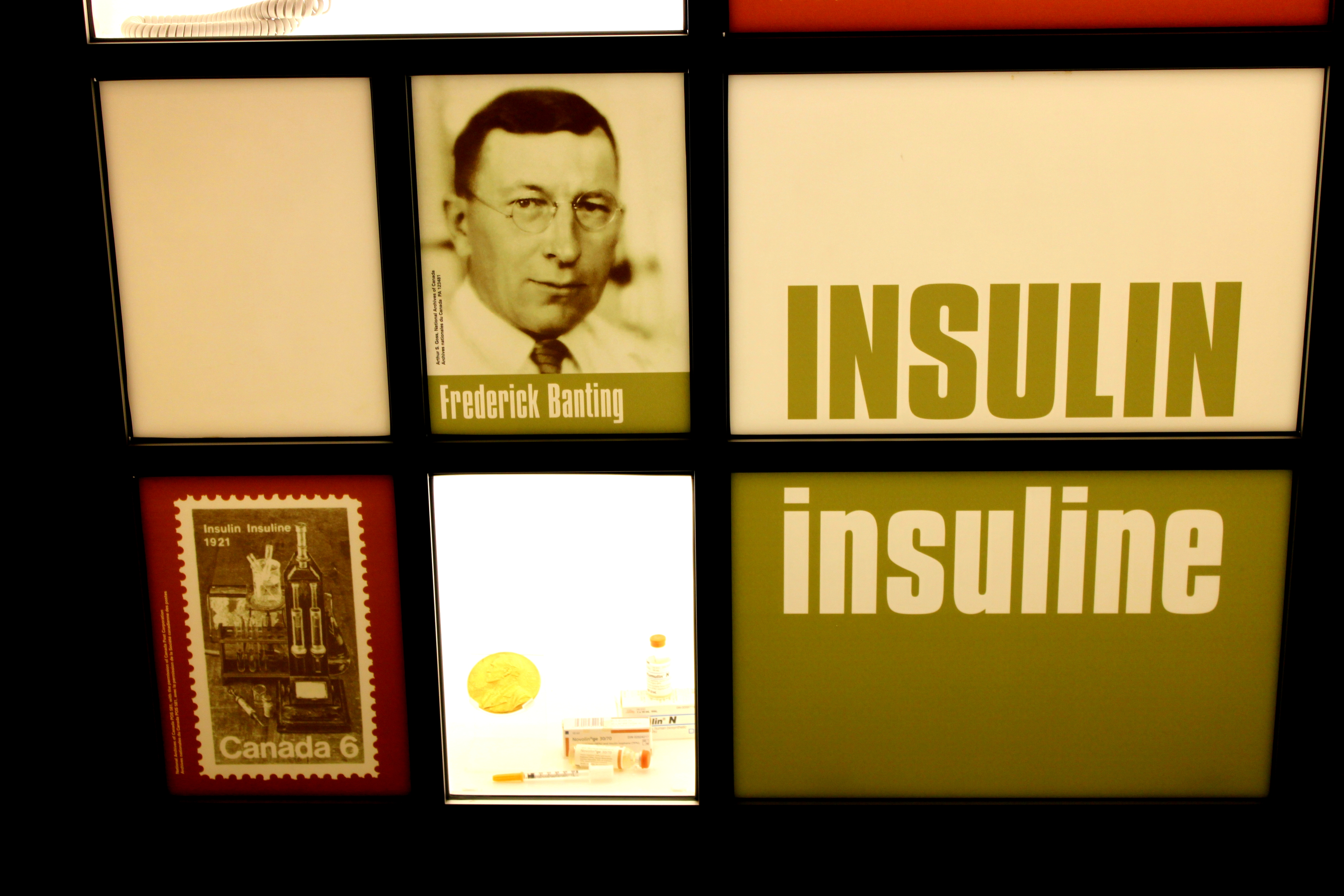
Una exhibición sobre Frederick Banting que presenta medicamentos de insulina y materiales asociados en exhibición.

La colección del museo conserva objetos y datos relacionados con el patrimonio científico y tecnológico del país. Las colecciones del museo se originan a partir de una pequeña colección de artefactos transferidos a la institución desde el extinto Museo Nacional de Canadá en 1966. En 1989, el museo adoptó una estrategia de desarrollo de colecciones que proporcionó a su equipo de colección un enfoque más centrado para explorar cómo la ciencia y la tecnología contribuyeron a la "transformación de Canadá".
La colección del museo ha crecido a través de adquisiciones y donaciones. Aproximadamente el 90 por ciento de los artículos de la colección del museo son donados, la mayoría de los cuales fueron obsequiados al museo por iniciativa del donante. Sin embargo, el museo no acepta donaciones condicionales. A partir de 2021, la colección permanente incluye aproximadamente 20 000 lotes de artefactos con 60 000 objetos individuales y 80 000 fotografías y otros materiales de archivo asociados; proporcionando al museo la mayor colección de artefactos científicos y tecnológicos de Canadá. Los elementos de la colección datan del siglo XII hasta la actualidad. Los artículos de la colección del museo que no están en exhibición se almacenan en las instalaciones de almacenamiento del Centro Ingenium. Los artículos de la biblioteca y los archivos del museo también se encuentran en el Centro Ingenium, compartiendo instalaciones con el Museo de Agricultura y Alimentos de Canadá.
La colección está organizada en ocho categorías: comunicaciones; informática y matemáticas; tecnologías domésticas; energía y minería; tecnología Industrial; tecnología Médica; instrumentos científicos; y transporte.

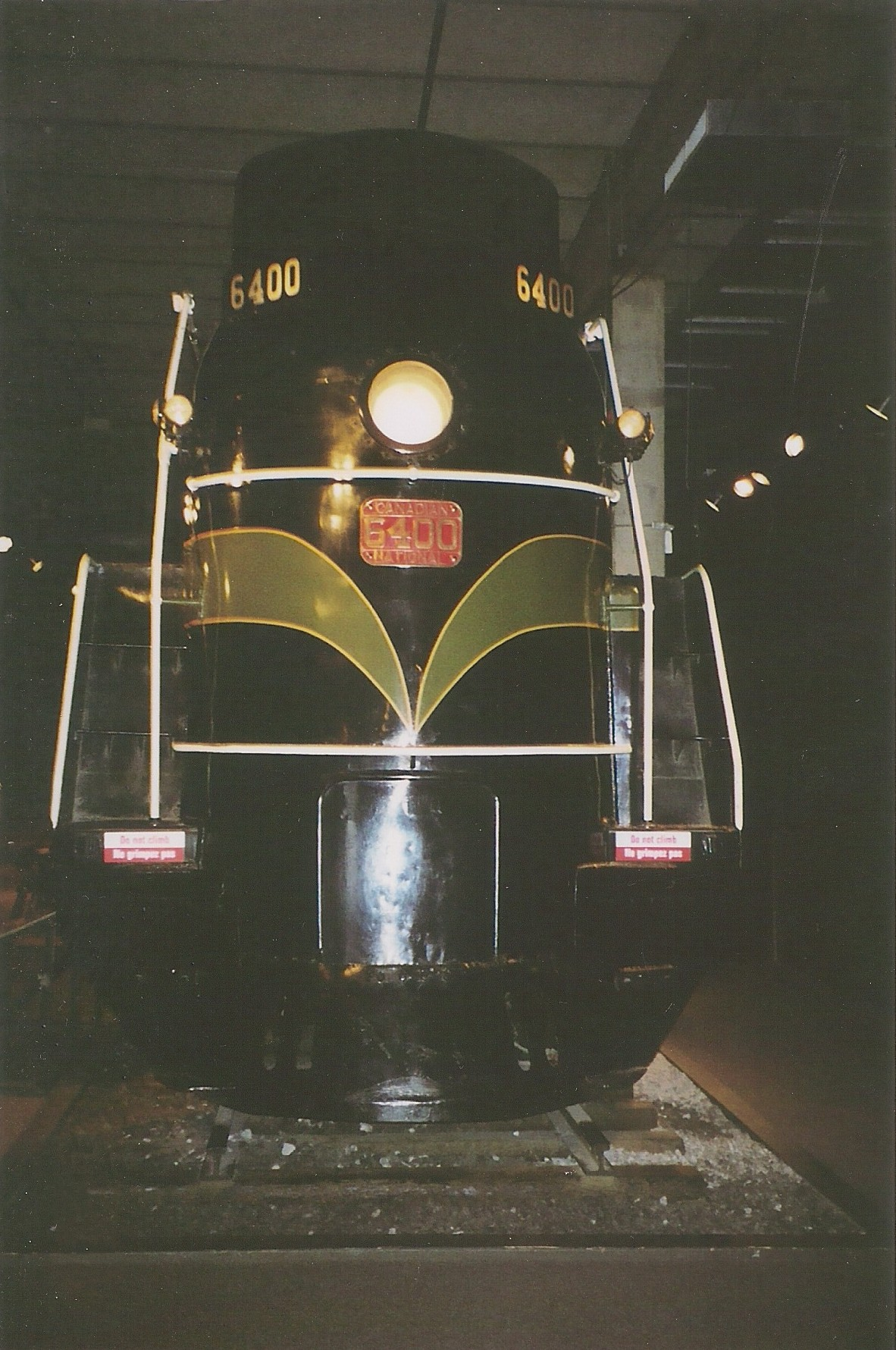
CN 6400, una locomotora de la Confederación utilizada durante la gira real de Canadá de 1939

La colección permanente también contiene una serie de colecciones más pequeñas. La CN Photo Collection es una colección de 750 000 fotografías que datan de la década de 1850. La colección fue donada al museo por Canadian National Railway en 1999. La colección Petrovic es una colección de más de 130 artefactos que incluyen reglas, brújulas y otros instrumentos de medición de los siglos XII al XIX. La colección fue comprada por el museo por C$ 35.000 en 1980. El museo también tiene una colección de artefactos de radio de 70 piezas; y una colección de 60 cometas, principalmente de Asia.
La colección médica del museo también tiene una colección médica de más de 8,000 piezas, la mayoría de las cuales se originaron en la antigua Colección de la Academia de Medicina. En 2021, el museo inició una colección de la pandemia de COVID-19, cuyos artículos más antiguos incluyen la vacuna Pfizer-BioNTech COVID-19 y la máscara facial número 10 millones producida en CAMI Automotive.
Todos los artículos que se dan de baja de la colección del museo deben ser aprobados por su consejo de administración y ofrecidos a otro museo antes de que se eliminen a través de otros canales como Crown Assets Distribution .

### Elementos notables
Los artefactos notables relacionados con el transporte incluyen el último punto para el Ferrocarril transcontinental del Pacífico Canadiense; un McLaughlin-Buick y un vagón de tren utilizados durante la gira real de 1939 por Canadá; el hidroala prototipo Bras d'Or; dos nocturlabios del siglo XVII; un Papamóvil, donado al museo en 1985 por la Conferencia Canadiense de Obispos Católicos; y un buggy a vapor Henry Seth Taylor, el primer automóvil producido en Canadá. El museo adquirió el buggy a vapor en 1984.
Los artefactos computacionales notables en la colección del museo incluyen dos calculadoras Millionaire; y la computadora DRTE, que fue obsequiada al museo en 1968.

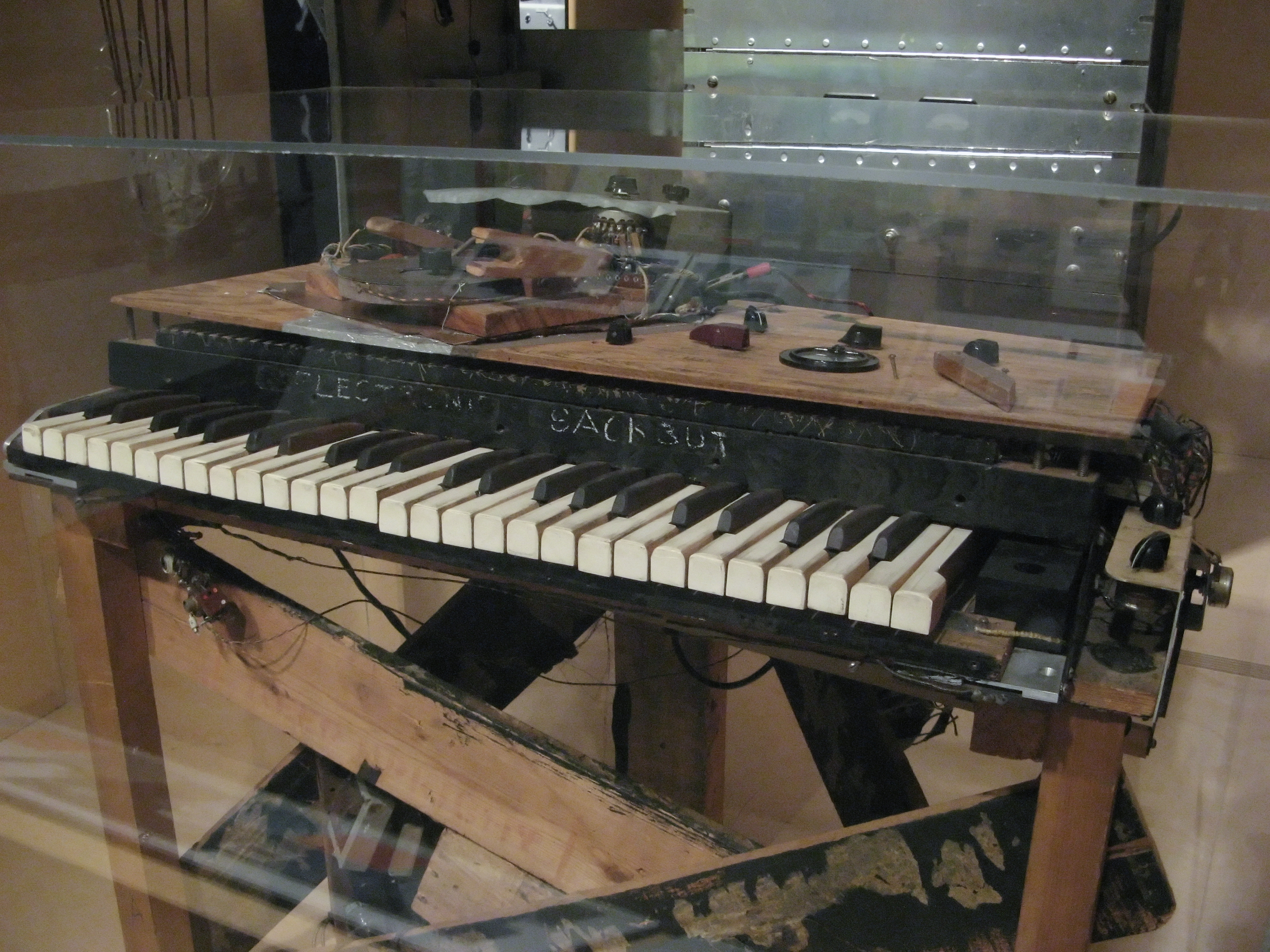
Un saco electrónico de la colección del museo en exhibición

Otros artefactos notables en la colección del museo incluyen un saco electrónico; el primer microscopio electrónico producido en América del Norte; el telescopio refractor más grande del país, del Observatorio Dominion; el HitchBOT original que viajó por Canadá; y el prototipo de George Klein para la primera silla de ruedas motorizada del mundo. El Museo de Ciencia y Tecnología de Canadá adquirió el prototipo del Museo Nacional de Historia Estadounidense en 2005.

## Investigación
En los primeros 20 años de funcionamiento, los esfuerzos de recopilación e investigación del museo se centraron en la "colección de tipos", ya que los curadores intentaron reunir una colección de diferentes tipos de máquinas e investigar solo su función y operaciones internas. Un cambio hacia la historia pública y la exploración del papel cultural que desempeñaban estas tecnologías en la sociedad no surgió hasta la década de 1980.
El museo alberga un centro de investigación de la Universidad de Ottawa conocido como The Living Lab, que brinda a los investigadores universitarios un espacio para realizar investigaciones con niños fuera de un "ambiente de laboratorio estéril".
El museo publica una revista académica conocida como Material Culture Review en asociación con el Museo Canadiense de Historia desde la década de 1970. La revista proporciona un foro para la investigación de artefactos históricos recopilados por museos canadienses.